# (178830) Anne-Véronique
(178830) Anne-Véronique est un astéroïde de la ceinture principale.

## Description
(178830) Anne-Véronique est un astéroïde de la ceinture principale. Il fut découvert le 18 avril 2001 à Saint-Véran par l'observatoire de Saint-Véran. Il présente une orbite caractérisée par un demi-grand axe de 2,45 UA, une excentricité de 0,18 et une inclinaison de 2,1° par rapport à l'écliptique.

## Compléments